# Selva Aparicio
Pour les articles homonymes, voir Aparicio.
Selva Aparicio, née en 1987 à Barcelone (Espagne), est une artiste interdisciplinaire espagnole, actuellement basée à Chicago.

## Biographie
Elle explore les thèmes de la mémoire, de la mort, de l'intimité et du deuil à travers ses installations et sculptures. Inspirée par les cycles de la vie et de la mort observés dans la nature, elle utilise des matériaux évocateurs tels que des ailes de cigale, des feuilles de laitue, des fleurs séchées, des coquilles d'huîtres et des cadavres humains pour créer des œuvres qui interrogent la relation entre la nature et la vie contemporaine.  
Selva Aparicio invite à réfléchir sur la temporalité et la permanence à travers une série de sculptures et d'installations qui se décomposent et se transforment au fil du temps.  
Elle continue de repousser les limites de l'art contemporain en explorant les dissonances entre la nature et la vie moderne, tout en honorant les traditions artisanales de sa famille.

## Œuvres principales
- Auto-da-Fé : exposée à EXPO Chicago 2023 et acquise par le DePaul Art Museum.
- Cicada : installation utilisant des ailes de cigale.
- Requiem : sculpture en hommage aux défunts, utilisant des matériaux récupérés dans des cimetières.
- Memento Mori : série de sculptures explorant la mortalité humaine.
- At Rest, Beaufort 2024, à Nieuport, Belgique[2],[3],[4]

## Expositions notables
- Museum of Contemporary Art, Chicago
- International Museum of Surgical Science (en), Chicago
- Yale Center for British Art (Centre d'art britannique de Yale), New Haven
- Museo Can Mario (es), Espagne
- CRUSH Curatorial, New York
- Kyoto International Craft Center, Japon
- Institut Cervantes, New York
- Centre de Cultura Contemporània de Barcelona, Espagne.

## Récompenses et distinctions
- JUNCTURE Fellowship in Art and International Human Rights (2016)
- Blair Dickinson Memorial Prize (2017)
- MAKER Grant de la Chicago Artists' Coalition (en) (2020)
- Artadia Award de la Pritzker Pucker Family Foundation (2022)
- 3Arts HMS Fund Award (2023).